# Gambusia amistadensis
Gambusia amistadensis és un peix extint de la família dels pecílids i de l'ordre dels ciprinodontiformes.

## Morfologia
Els mascles podien assolir els 3,5 cm de longitud total.

## Distribució geogràfica
Es trobava a Nord-amèrica: Texas (Estats Units).